# معركة النجف (2004)
معركة النجف الثانية، وتُعرف أحيانًا بحرب النجف أو انتفاضة جيش المهدي أو انتفاضة الصدر الثالثة ، هو نزاع مسلح وأزمة عسكرية اندلعت في 4 أبريل 2004، واستمرت بشكل متقطع حتى شهر أغسطس من العام نفسه بين التيار الصدري بجناحه العسكري المعروف بجيش المهدي والذي يرأسه مقتدى الصدر نجل المرجع الشيعي محمد الصدر، ضد القوات الأمريكية وقوات التحالف الداعمة لها، في مدينة النجف وسط العراق، وذلك بعد الغزو الأمريكي للعراق.

## خلفية
بعد الغزو الأمريكي للعراق برز التيار الصدري كقوة اجتماعية وسياسية ودينية لها نفوذ واسع في الشارع العراقي ولا تخفي رفضها القاطع للوجود الأمريكي في العراق وتطالب بانسحاب كامل للقوات الأجنبية من البلاد واعلن مقتدى الصدر في تموز 2003 تأسيس جيش المهدي الذي انضم إلى صفوفه الالاف من الشباب في مناطق وسط وجنوب العراق كما استمر لعدة أشهر بتحشيد انصاره للخروج بتظاهرات سلمية ترفض الاحتلال الأمريكي للعراق وتشكيل الولايات المتحدة الامريكية لحكومة في العراق يرأسها الحاكم المدني الأمريكي بول بريمير وتطالب بانسحاب القوات الأجنبية وقد جوبهت تلك المسيرات في اغلب الأحيان بالقوة والعنف من جانب القوات الأمريكية مما حدى بالصدر بدعوة انصاره لحمل السلاح ضد القوات الأمريكية و«ارهاب العدو» مؤكداً ان الأساليب السلمية لم تعد مجدية وذلك على خلفية قيام قوات التحالف بفتح النار على المتظاهرين في مدينة النجف

## تسلسل الاحداث

### 4 نيسان/أبريل - 28 ايار/مايو

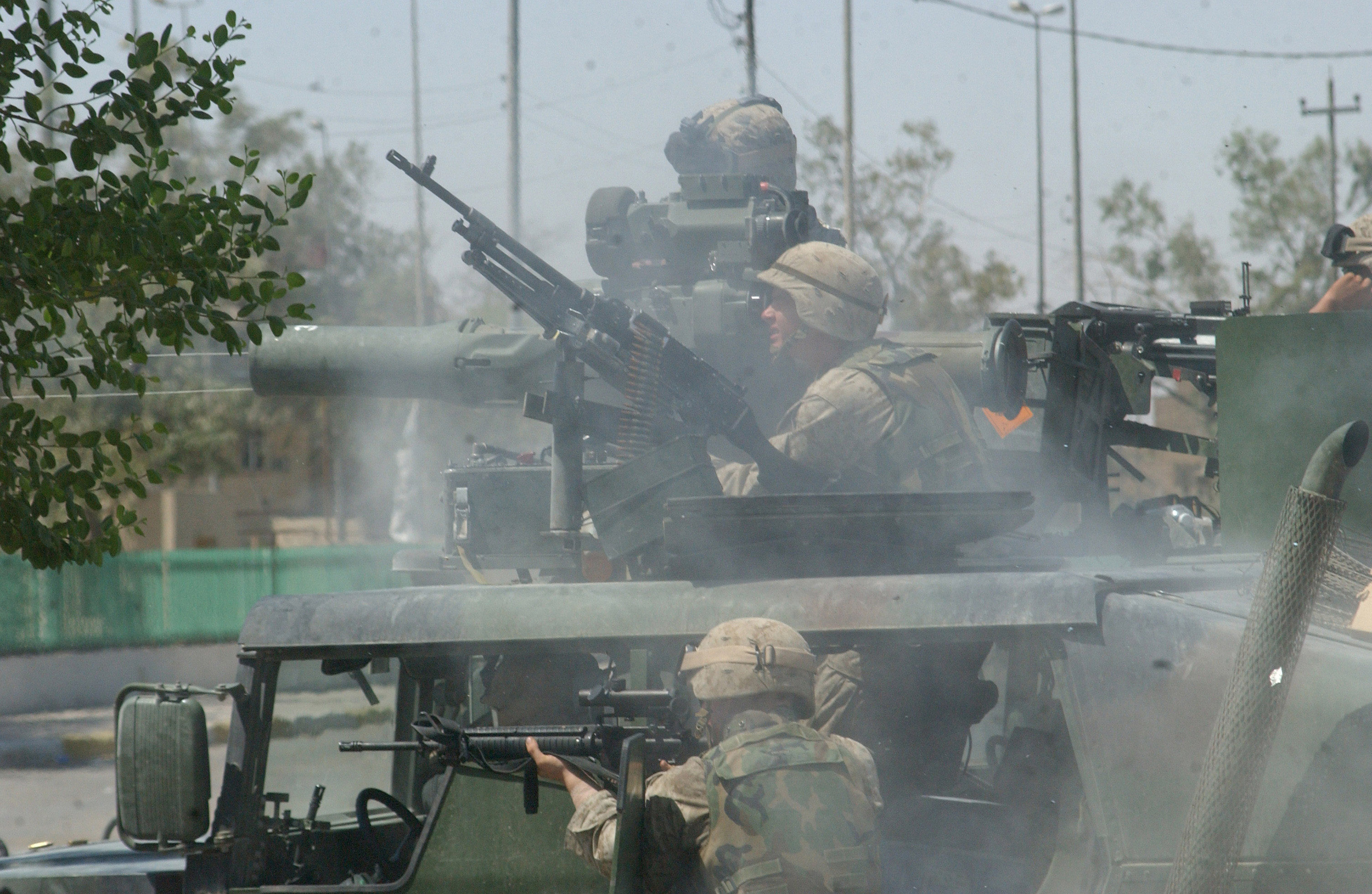
قوة من الجيش الأمريكي خلال اشتباك في النجف

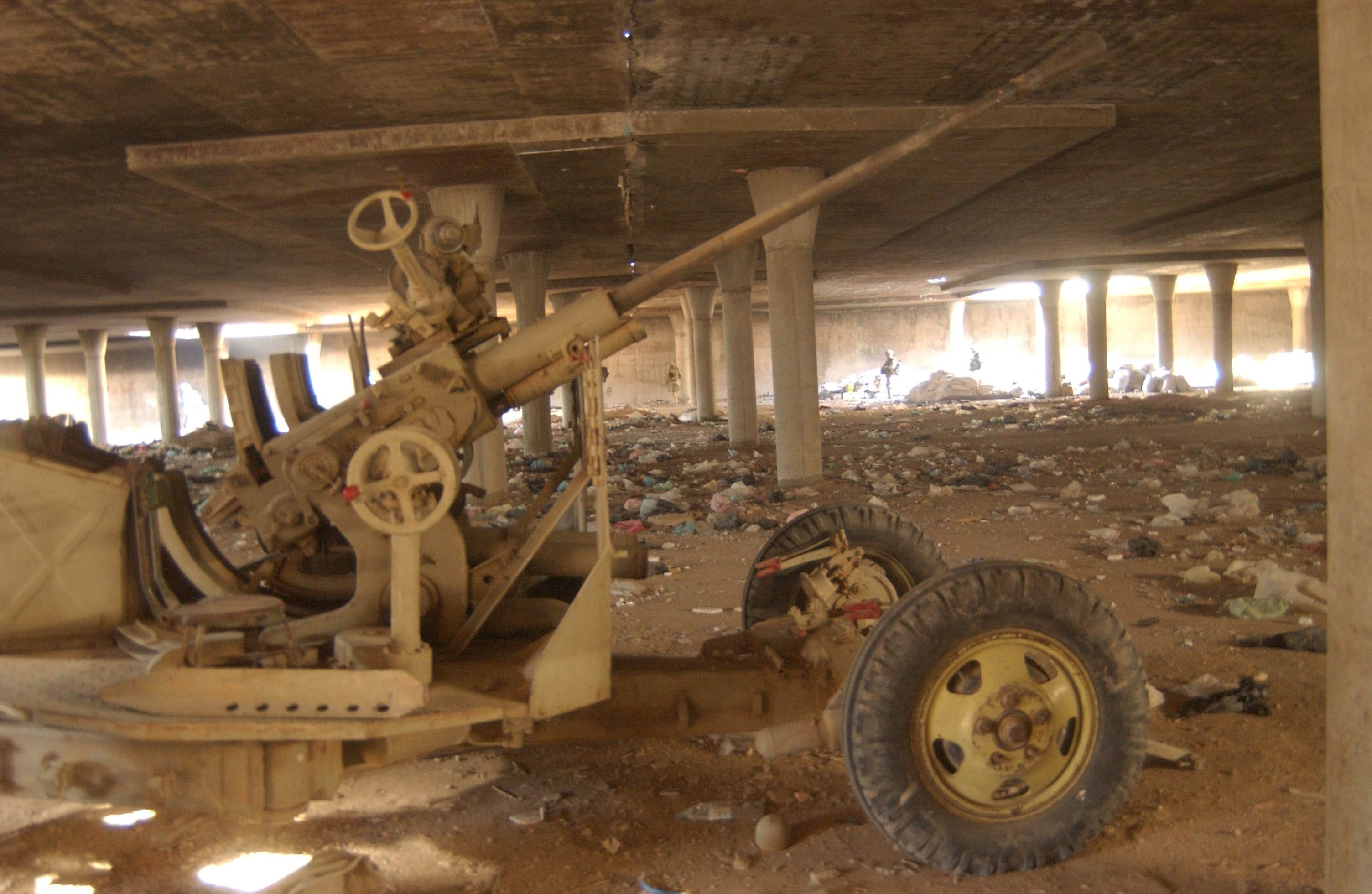
مدفع مضاد للطائرات عثر عليه في المدينة القديمة في النجف

بعد إصدار الحاكم المدني الأمريكي بول بريمر قرارا باغلاق صحيفة الحوزة الاسبوعية التابعة للتيار الصدري بدعوى التحريض على مهاجمة قوات التحالف ونشر اخبار غير صحيحة خرج انصار الصدر باحتجاجات سلمية واسعة النطاق في بغداد ومدن أخرى كما ان تطويق منزل مقتدى الصدر واعتقال أحد مساعديه ادى إلى خروج تظاهرة حاشدة في مدينة النجف تطالب باطلاق سراح المعتقلين واعادة فتح صحيفة الحوزة وانسحاب القوات الأمريكية من العراق الا انها جوبهت باطلاق الرصاص الحي على المتظاهرين من قبل القوات الاسبانية والسلفادورية مما ادى إلى مقتل واصابة أكثر من 160 من المتظاهرين وعلى اثر ذلك هاجم عناصر جيش المهدي القوات الاسبانية المتمركزة في قاعدة الاندلس مما ادى إلى مقتل واصابة 13 عسكري سلفادوري واندلعت مواجهات مسلحة بشكل متزامن
بين جيش المهدي وقوات التحالف في معظم مدن وسط وجنوب العراق وقد تركز القتال في مدينة النجف حيث أعلن الصدر اعتصامه في مسجد الكوفة الواقع شرق المدينة بعد إعلان القوات الأمريكية عن عزمها اعتقاله واعتباره خارجا عن القانون حيث تمركز عناصر جيش المهدي في محيط مسجد الكوفة ومرقد الامام علي بن ابي طالب وسيطروا على معظم مدينة النجف وواجهوا القوات الأمريكية التي اعلنت ان مهمتها ستكون قتل الصدر أو اعتقاله فيما أعلن الصدر انه مستعد للتضحية والفداء في سبيل «الشعب العراقي الصابر المجاهد» وتحرير بلاده من «رجس الاحتلال الأمريكي» داعياً إلى استمرار القتال حتى لو تم قتله أو اعتقاله واكد خلال تواجده في العتبة العلوية وسط النجف على عدم السماح للقوات الأمريكية بالدخول إلى النجف والمقدسات الدينية فيما استمرت المواجهات المسلحة بين انصار الصدر وقوات التحالف في مدينة النجف والكوفة واستخدم عناصر جيش المهدي القذائف الصاروخية وقذائف الهاون لمهاجمة القوات الاسبانية كما اشتبكوا مع القوات الأمريكية في اطراف قضاء الكوفة ومحيط المدينة القديمة في النجف وهاجموا القوات الأمريكية التي تحشدت في منطقة بحر النجف شمال شرق المدينة في محاولة لاقتحامها واستمر القتال الدموي في اطراف المدينة القديمة في النجف وفي منطقة مقبرة وادي السلام واطراف مدينة الكوفة لما يقارب الشهر حيث أعلن الجيش الأمريكي في 27 ايار ايقاف عملياته في النجف ضمن هدنة وافقت القوات الأمريكية بموجبها على الانسحاب من المدينة القديمة في النجف كما ان القوات الاسبانية كانت قد انسحبت من النجف اواخر شهر نيسان

### 5 آب/أغسطس - 27 آب/أغسطس

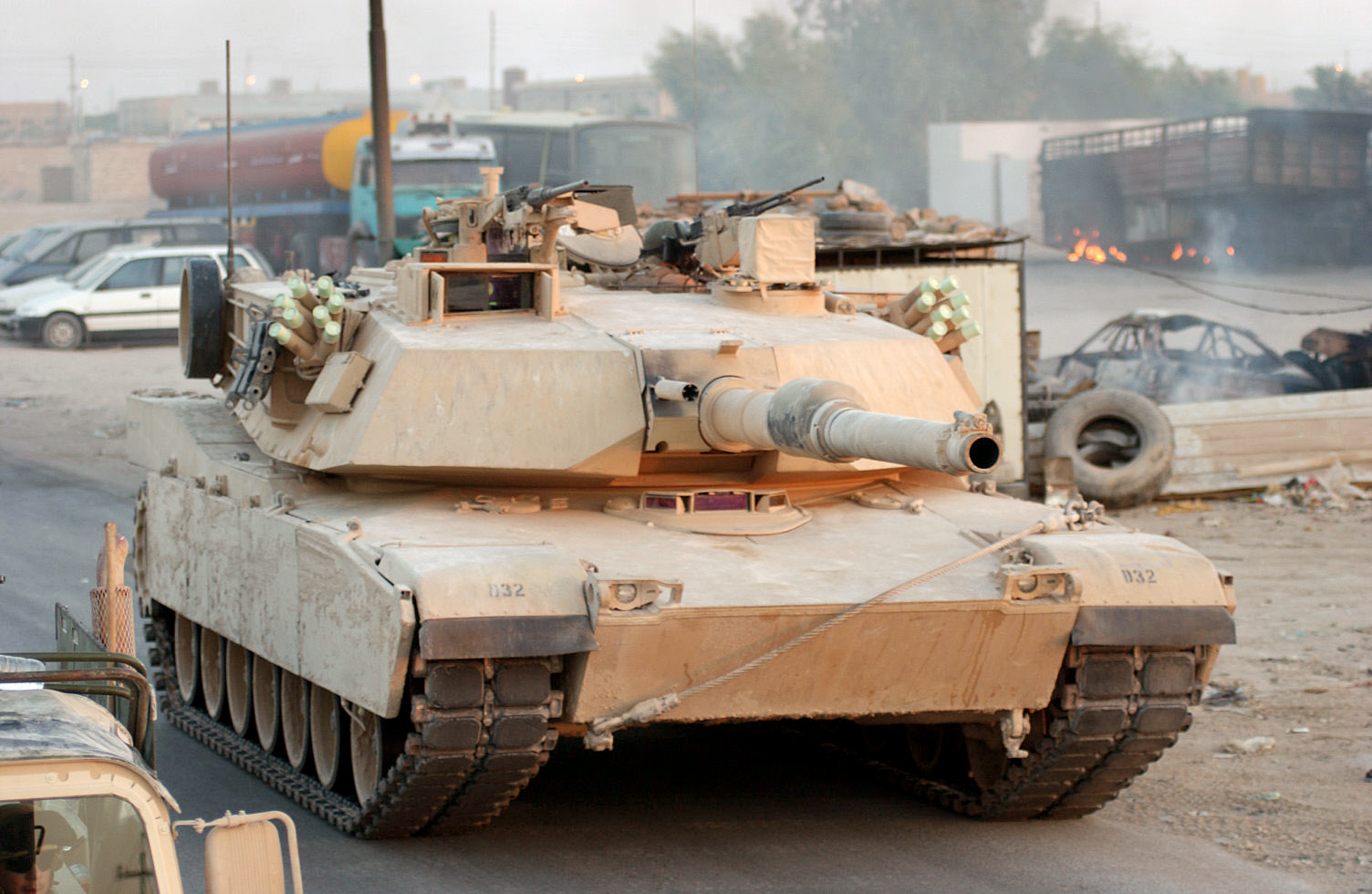
دبابة أم1 إبرامز في شوارع مدينة النجف

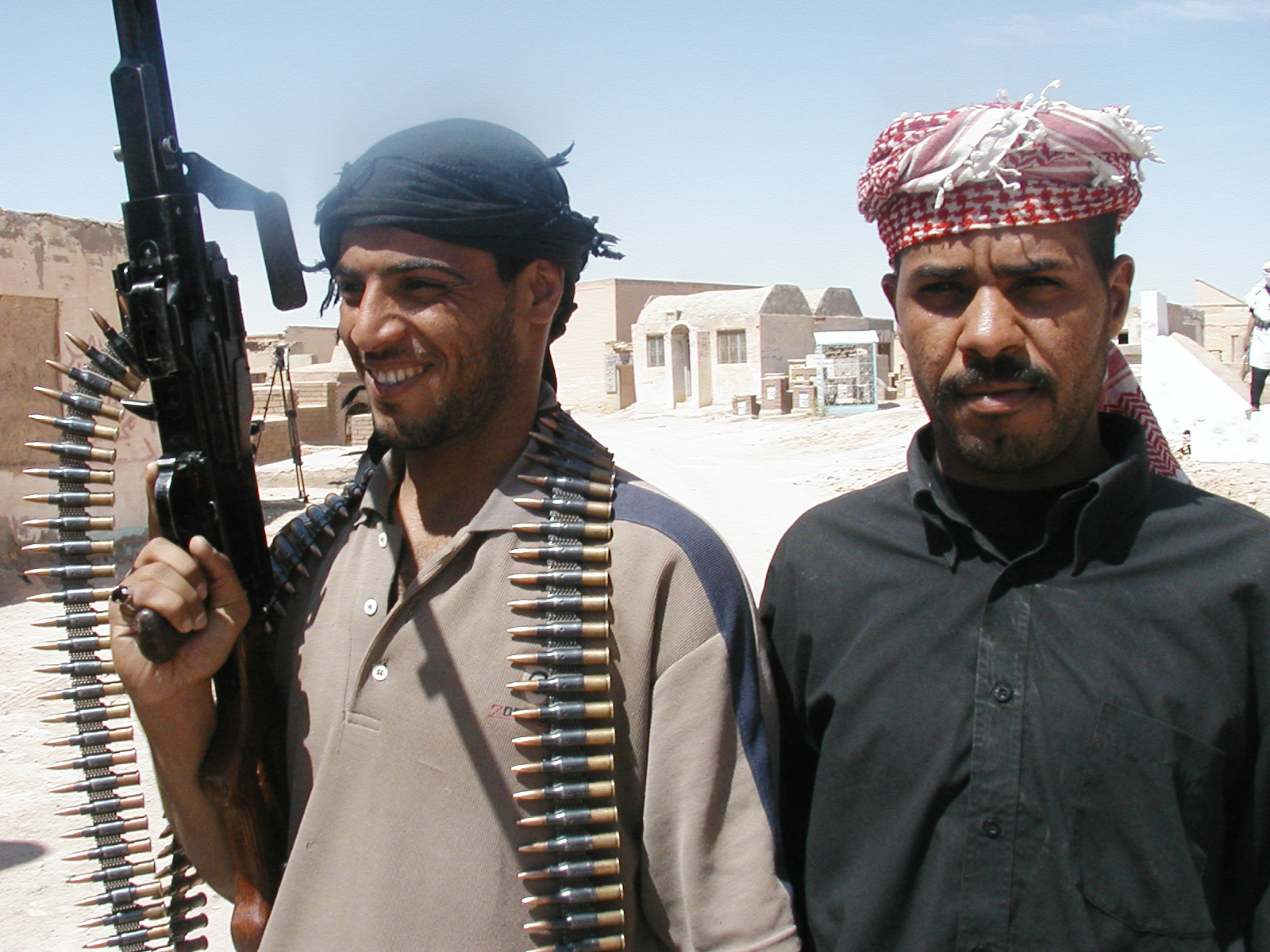
مقاتلين من جيش المهدي في مقبرة وادي السلام

توقف القتال في النجف مع بداية شهر حزيران / يونيو في اطار الهدنة التي عقدتها القوات الأمريكية مع جيش المهدي والتي انسحبت على اساسها القوات الأمريكية من النجف وسلمت الملف الامني فيها إلى الشرطة العراقية رغم حدوث مواجهات محدودة بين فترة واخرى بين القوات الأمريكية ومقاتلي جيش المهدي في اطراف النجف ومقبرة وادي السلام ومدينة الكوفة، وفي 2 آب / اغسطس طوقت قطعات من الجيش الأمريكي منزل مقتدى الصدر في النجف وتبادلت إطلاق النار مع مقاتلي جيش المهدي في المكان ما ادى إلى مقتل واصابة أربعة مدنيين وثلاثة من مقاتلي جيش المهدي واثر ذلك التصعيد دارت مواجهات شرسة بين مقاتلي جيش المهدي وقوات المارنز الأمريكية التي حاولت اقتحام المدينة باستخدام الدبابات والطائرات المروحية، وفي يوم 6 آب اسقطت مروحية أمريكية وقتل واصيب 7 جنود في هجمات متفرقة بالقذائف الصاروخية في مقبرة وادي السلام وساحة ثورة العشرين وسط النجف وتدفق عناصر جيش المهدي من مختلف مدن العراق للمشاركة في القتال العنيف الذي دار في النجف حيث دعا الصدر إلى استمرار القتال واكد من مرقد الامام علي وسط النجف انه سيقاتل «حتى آخر قطرة من دمه» دفاعا عن المدينة، في 12 آب فشلت عملية أمريكية لقتل الصدر أو اعتقاله حيث اقتحمت قوة من مشاة البحرية الأمريكية مدعومة بالطائرات منزل الصدر الا انه كان خالياً ورغم قصف محيط المنزل بقنابل طائرات اف-16 فقد ظهر الصدر من داخل مرقد الامام علي وسط المدينة ودعا لاستمرار القتال رغم اصابته بجروح وجدد الدعوة لخروج القوات الأجنبية من العراق مؤكداً «لا ديمقراطية مع الاحتلال»، استمر القتال بين الطرفين في مقبرة وادي السلام واطراف المدينة القديمة في النجف واستخدمت الطائرات لقصف الفنادق والمقابر والمواقع الأخرى التي تحصن بها مقاتلو جيش المهدي جيث تعرضت المدينة لغارات جوية مكثفة اسفرت عن عن اضرار كبيرة في مرقد الامام علي وتدمير جزء من مارتي المرقد وسقوط شضايا في باحة المرقد وسياجه الخارجي، في 26 آب بدأ الالاف من العراقيين التوجه صوب مدينة النجف بعد محاصرة القوات الأمريكية لمقاتلي جيش المهدي في الصحن الحيدري وسط النجف حيث دعت المرجعية الدينية إلى مسيرة حاشدة تصل إلى النجف مع وصول المرجع علي السيستاني إلى العراق بعد قطعه رحلته العلاجية في لندن في 27 آب تم إعلان هدنة بين الطرفين وايقاف إطلاق النار مع وصول السيستاني إلى النجف برفقة الالاف من المواطنين الشيعة من مختلف محافظات العراق وتم الاتفاق على انسحاب كامل للقوات الأمريكية من النجف والكوفة وتسليم الملف الامني فيها إلى الشرطة العراقية حيث أعلن مقتدى الصدر الموفقة على جميع الشروط التي وضعها السيستاني، وكانت التظاهرة التي دعت لها المرجعية قد تعرضت إلى إطلاق نار كثيف في طريقها إلى النجف حيث قتل واصيب العشرات من المتظاهرين في النجف والكوفة والحلة والديوانية عندما فتحت القوات الأمريكية وقوات الحرس الوطني نيران اسلحتها نحو المتظاهرين كما تعرض مسجد الكوفة لقصف جوي، في 28 آب تم تسليم مفاتيح الصحن الحيدري إلى ممثل المرجع السيستاني واعلن جيش المهدي انسحاب عناصره وايقاف إطلاق النار بشكل كامل فيما انسحبت القوات الأمريكية من النجف والكوفة بعد فشلها بتحييد الصدر وقتله أو اعتقاله